# Funky Funky Boom Boom
Funky Funky Boom Boom é o sétimo álbum de estúdio da banda brasileira Jota Quest, lançado no dia 5 de novembro de 2013 pela gravadora Sony Music.
Gravado no estúdio do Jota Quest em Belo Horizonte, o Minério de Ferro, entre março e agosto de 2013, e produzido por Adriano Cintra, Pretinho da Serrinha, e Nile Rodgers, o álbum traz um pouco da sonoridade mais antiga da banda e uma mistura de ritmos remetendo aos anos de 1960 e 1970. A capa ficou por conta de Mel Ramos, um grande representante da Pop Art da década de 1960.
O single "Mandou Bem" tem a colaboração de dois músicos do grupo disco Chic, a produção e guitarra de Nile Rodgers e o baixo de Jerry Barnes. Rodgers também contribuiu uma composição própria, "Waiting For You". Outras canções incluem colaborações com Seu Jorge, Mauro Refosco, Xande de Pilares, Gabriel Moura e o pernambucano China, e a versão musicada de uma poesia de Martha de Medeiros.
A primeira música de trabalho do álbum foi "Mandou Bem",  que teve seu clipe lançado em 14 de novembro de 2013, e contou também com breve participação do guitarrista Nile Rodgers andando de patins durante uma cena do clipe.
Em 2014, o álbum foi indicado ao Grammy Latino de Melhor Álbum de Pop Contemporâneo Brasileiro.
| Críticas profissionais | Críticas profissionais |
| Avaliações da crítica  | Avaliações da crítica  |
| Fonte                  | Avaliação              |
| ---------------------- | ---------------------- |
| Notas Musicais         | link                   |
| Território da Música   | link                   |
| Galeria Musical        | link                   |

## Faixas
| N.º | Título                                 | Compositor(es)                                                                     | Produtor(es)                           | Duração |  |
| 1.  | "Entre Sem Bater"                      | Márcio Buzelin Rogério Flausino Marco A.S Pedro Turra Franklin Araújo              | Adriano Cintra Jota Quest Jerry Barnes | 3:42    |  |
| 2.  | "Ela é do Rio"                         | Buzelin Flausino A.S Turra Play Barnes Pretinho da Serrinha Leandro Fab            | Barnes                                 | 4:16    |  |
| 3.  | "Mandou Bem" (feat. Nile Rodgers)      | Gigi Fábio O'Brian Buzelin Marco Túlio Paulinho Fonseca PJ Flausino Barnes Rodgers | Barnes                                 | 4:13    |  |
| 4.  | "Um Tempo de Paz"                      | Flausino                                                                           | Barnes                                 | 3:19    |  |
| 5.  | "Pretty Baby"                          | Lara Flausino Barnes                                                               | Barnes                                 | 3:51    |  |
| 6.  | "Reggae Town"                          | Buzelin Lara Fonseca PJ Flausino A.S Turra                                         | Barnes                                 | 3:50    |  |
| 7.  | "Waiting for You (Shine On, Shine On)" | Barnes Quiana Space Buzelin Lara Fonseca PJ Flausino                               | Barnes                                 | 3:39    |  |
| 8.  | "Jota Quest Convidou"                  | Flausino Seu Jorge Serrinha Gabriel Moura Fab                                      | Serrinha Jota Quest Barnes             | 3:56    |  |
| 9.  | "É de Coração"                         | Xande de Pilares Buzelin Lara Fonseca PJ Flausino Wilson Sideral                   | Serrinha Jota Quest Barnes             | 3:03    |  |
| 10. | "Imperfeito" (feat. Nile Rodgers)      | Flausino Fernanda Mello Rodgers                                                    | Barnes                                 | 3:56    |  |
| 11. | "Dentro de um Abraço"                  | PJ Flausino Barnes Martha Medeiros                                                 | Barnes                                 | 3:59    |  |
| 12. | "Toxina Voyeur"                        | Buzelin Flausino A.S Turra Play                                                    | Adriano Cintra Jota Quest Jerry Barnes | 3:19    |  |
| 13. | "Sem Mistério"                         | Fonseca Flausino Barnes                                                            | Barnes                                 | 4:16    |  |
| 14. | "Realinhar"                            | China Buzelin Lara Fonseca PJ Flausino                                             | Barnes                                 | 6:12    |  |
| 15. | "Waiting for You (Party On)"           | Barnes Space Buzelin Lara Fonseca PJ Flausino                                      | Barnes                                 | 2:41    |  |

### Créditos de demonstrações
- A letra de "Dentro de Um Abraço" é uma adaptação do texto homônimo de Martha Medeiros, extraído do livro "Feliz Por Nada" da editora L&PM Editores (Porto Alegre - RS).

## Formação

### Jota Quest
- Rogério Flausino: vocal
- Marco Túlio Lara: guitarra e violão
- PJ: baixo
- Márcio Buzelin: teclados
- Paulinho Fonseca: bateria